# Light of Day, Day of Darkness
Light of Day, Day of Darkness est le second album studio du groupe de metal progressif norvégien Green Carnation sorti en 2001. C'est la première partie et unique partie à ce jour de la trilogie The Chronicles of Doom. Light of Day, Day of Darkness est le seul et unique morceau de l'album, entièrement composé par Terje Vik Schei alias Tchort. Avec ses soixante minutes et cinq secondes c'est l'un des plus longs morceaux de l'histoire du heavy metal. Cet album se tourne vers le rock progressif et le folk metal.

## Liste des titres
| No | Titre                         | Musique         | Durée   |
| -- | ----------------------------- | --------------- | ------- |
| 1. | Light of Day, Day of Darkness | Terje Vik Schei | 1:00:05 |

Source.

## Composition du groupe
- Terje Vik Schei (Tchort) - Guitare acoustique & Guitare électrique.
- Bjørn Harstad - Guitare solo, Guitare slide & EBow.
- Stein Roger Sordal - Basse.
- Anders Kobro - Batterie.
- Kjetil Nordhus - Chant.

## Musiciens & chanteurs "guests"
- Endre Kirkesola - B-3, Sitar, Synthétiseur, Instrument à cordes, Arrangements des vocaux & Basse additionnelle.
- Bernt A. Moen - Arrangements des instruments à cordes.
- Arvid Thorsen - Saxophone.
- Synne Soprana - Chant féminin.
- Roger Rasmussen - Cris.
- Damien Aleksander - Voix d'enfant.
- Jan Kenneth T. - Chant masculin.

et de multiples autres invités.

## Sources
1. ↑  , allmusic.com